# Lipstick on the Glass
Lipstick on the Glass – singel zespołu Maanam promujący zagraniczna płytę Wet Cat, wydany w lutym 1985 roku. Jest to anglojęzyczna wersja piosenki z tym samym tytułem z albumu Mental Cut.
Spośród singli wydanych na rynku zachodnim „Lipstick...” odniósł największy sukces.

## Lista utworów
Strona A
1. „Lipstick on the Glass” – 3:03

Strona B
1. „Lucciola” – 4:16